# Andrena austroinsularis
Andrena austroinsularis är en biart som beskrevs av Osamu Tadauchi och Hirashima 1983. Andrena austroinsularis ingår i släktet sandbin, och familjen grävbin. Inga underarter finns listade i Catalogue of Life.